# 胡統虞
胡統虞（1604年—1652年），字孝緒，號此菴，湖南武陵人。明末清初理學家、官員。

## 生平
胡統虞七歲入塾，讀書過目不忘。崇禎六年（1633年）舉癸酉科湖廣鄉試，崇禎十六年（1643年）舉癸未科進士。授翰林院庶吉士。不久，李自成攻破京師，胡統虞被執。隨即清軍入關，胡統虞改名換姓，南逃至順天府固安縣。清廷下詔以原官起用，胡統虞固辭不受。大學士范文程親攜厚禮前往邀聘，并稱：“统虞，今之许衡也，不可失。”最終，胡統虞被强拉進京，授國史院檢討職。清順治三年（1646年）充會試同考官。同年八月，充順天鄉試正考官。次年，破格拜為國子監祭酒。顺治六年（1649年）纂《太宗文皇帝實錄》，任副總裁。同年拜秘書院學士，教习庶吉士。顺治九年（1652年）充會試正考官。試後有士子不滿，會元程可则等功名被削，胡統虞降六级調用。四月，降補秘書院侍讀學士。同年十一月，在官邸病卒。身後未遺一金，唯有圖書千卷。棺槨均由門人籌備。

## 後代
子胡獻徵，以廕生入仕，官至江蘇布政使。孫胡期恆，康熙四十四年舉人，官至甘肅巡撫，《清史稿》有傳。

## 著作
著有《明善堂集》、《此菴語錄》及《三家撮要》等。